# Наталія Гаврилиця
Наталія Гаврилиця (рум. Natalia Gavrilița; нар. 21 вересня 1977, Малаєшти) — молдовська економістка та політична діячка. Прем'єр-міністр Молдови з 6 серпня 2021 до 16 лютого 2023 року. Міністр фінансів з 8 червня 2019 до 14 листопада 2019 в уряді прем'єр-міністра Маї Санду. Віцепрезидент партії «Дія та Солідарність». Депутат Парламенту Молдови XI скликання (2021).

## Освіта
Закінчила факультет права Державного університету Молдови 2002 року. 2003 року отримала стипендію Едмунда Маскі на два роки. Здобула ступінь міністра публічних політик Школи управління імені Джона Ф. Кеннеді Гарвардського університету 2005 року.

## Кар'єра
Працювала в багатьох країнах Центральної та Південної Америки, Субсахарської Африки.
У 2000—2003 рр. обіймала посаду асистентки з політичних питань у Бюро економічних та політичних справ при посольстві США в Молдові.
2005 року була радницею в офісі віцеголови в справах Європи та Центральної Азії Всесвітнього банку (Вашингтон).
У 2005—2006 рр. — стажерка, а згодом — консультантка в Головному управлінні економічних та фінансових справ Європейської комісії у Брюсселі.
У 2007—2008 рр. — очільниця Департаменту макроекономічної політики та розвитку в Міністерстві економіки й торгівлі Молдови.
У 2009—2013 рр. працювала старшою консультанткою у компанії Oxford Policy Management.
У 2013—2015 рр. — головна консультантка, а згодом — держсекретарка Міністерства освіти Молдови.
У 2015—2019 рр. — гендиректор Глобального інноваційного фонду в Лондоні.
2017 року ввійшла до складу партії «Дія та Солідарність».
З 8 червня до 12 листопада 2019 року — міністр фінансів в уряді Маї Санду.
27 січня 2021 року президент Мая Санду висунула Гаврилицю на посаду прем'єр-міністра. Парламент не затвердив новий уряд, Гаврилиці не вдалось отримати жодного голосу. Того ж дня Санду вдруге подала її кандидатуру, однак Конституційний суд визнав наказ про її призначення неконституційним.
30 липня 2021 року Мая Санду знову запропонувала Гаврилицю на посаду прем'єр-міністра. 6 серпня 2021 року Парламент підтримав призначення Гаврилиці прем'єр-міністром. За вотум довіри новому уряду та програму діяльності «Молдова хороших часів» проголосував 61 депутат пропрезидентської партії «Дія і Солідарність» з присутніх 94 депутатів.
Оголосила про відставку 10 лютого 2023 року.

## Приватне життя
Одружена, має сина. Вільно розмовляє румунською, англійською, російською, іспанською та французькою мовами.